# Giuseppe Vella
Giuseppe Vella (né en 1749 à La Valette et mort en mai 1814 à Palerme) est un historien et faussaire italien.
Aumônier du monastère de San Martino delle Scale près de Palerme, il a fabriqué dans une langue arabe-maltaise, les prétendus textes historiques arabes de la période de domination musulmane en Sicile (Codice diplomatico di Sicilia, 1789-1792). L'imposture est démasquée quelques années plus tard.

## Biographie
Giuseppe Vella est né à La Valette en 1749, quatrième et dernier fils de Gaetano, un horloger au service de Manuel Pinto de Fonseca, Grand Maître de l'Ordre des Hiérolimites. Il étudie la théologie au couvent des Frères Prêcheurs et entre en 1762 dans l'Ordre de Saint-Jean comme aumônier d'obédience.
Il arrive à Palerme dans les premiers mois de 1780 en tant que bénéficiaire d'un legs testamentaire muni de lettres de créance qui lui permettent d'entrer en contact avec des membres de l'aristocratie sicilienne.
En décembre 1782, il est nommé par le vice-roi Domenico Caracciolo interprète et escorte de l'ambassadeur marocain Muḥammad Ibn 'Uthmān al-Miknāsī, qui avait débarqué à Palerme au retour d'une expédition diplomatique à Naples. Dans le cadre de cette mission, il rencontre l'archevêque Alfonso Airoldi, membre influent de la députation des études royales et auteur d'ouvrages sur l'histoire de la Sicile. Pour entrer dans les bonnes grâces du prélat, Vella simule la découverte, dans la bibliothèque du monastère de San Martino alle Scale, d'un document important, qui aurait permis de mieux connaitre l'époque de la domination sarrasine de l'île, sur laquelle la plupart des sources contemporaines avaient été détruites.
Ainsi débute la falsification de documents connu dans l'Europe du XVIIIe siècle sous le nom de « arabica impostura » (imposture arabe).
S'appuyant sur l'ignorance de l'arabe par Airoldi, Giuseppe Vella s'empare d'un manuscrit contenant des nouvelles sur la vie de Mahomet (appelé Martiniano, du nom du lieu où il était conservé) le faisant passer pour un registre de la chancellerie arabe de Sicile, compilé vers la fin du Xe siècle et censé contenir la correspondance entre les émirs de Sicile, les mulei aghlabites d'Afrique et les sultans fatimides d'Égypte depuis 827, année de la conquête musulmane de la Sicile.
Comme son objectif était la reconstruction de toute la période de la domination arabe, Vella prétend avoir trouvé, dans les fonds de San Martino alle Scale, une deuxième partie du registre et avoir reçu de l'ambassadeur marocain des transcriptions copiées d'un codex conservé à la bibliothèque de Fès puis la découverte d'un autre ouvrage qui servait de continuation relatif à la domination des Normands en Sicile.
En 1784, Vella commence la rédaction d'un texte qu'il présente comme la traduction du manuscrit composé à partir des quelques nouvelles rapportées par l'historiographie sicilienne de l'époque moderne.
Airoldi supporte les dépenses que la publication de l'ouvrage dont le premier volume du Codice diplomatico di Sicilia sotto il governo degli Arabi, pubblicato per opera e studio di Alfonso Airoldi, etc. parut en 1789, une prétendue traduction italienne du manuscrit arabe préfacé par Airoldi.
En décrivant de la conquête de la Sicile comme le résultat de la seule action des frères Hauteville, l'ouvrage accrédite la doctrine défendue par les Bourbons de Naples d'un pouvoir baronnial délégué par le roi, alors que les aristocrates siciliens défendent que depuis la conquête normande, le roi n'est que Primus inter pares, et n'a donc pas de droit supérieur hors du domaine royal.
Dès l'apparition du premier ouvrage, des réserves sont formulées par des érudits sur l'authenticité du texte original. Vella fait néanmoins paraître à Palerme, aux frais du roi de Naples, le premier volume de deux éditions, dont la principale, dans le format in-folio, contenait le texte arabe avec la traduction italienne du prétendu manuscrit découvert à Fès, et intitulé Kitab divan Mesr, ou Libro del consiglio d'Egitto. L'impression du second volume était en cours lorsque l'imposture devint évidente. l'arabisant Joseph Hager est chargé d'évaluer l'authenticité des codex traduits par Vella. Arrivé à Palerme en décembre 1794, Hager examine les manuscrits et les traductions avec l'aide de Rosario Gregorio et le 9 février 1795, il présente au souverain un rapport dans lequel il déclare la fausseté des deux ouvrages.
Giuseppe Vella finit par avouer la supercherie et en 1796, il est condamné à quinze ans de prison, le jugement porté par Alfonso Airoldi (it) qui a participé malgré lui à la duperie.
En 1799, Vella est libéré de prison pour des raisons de santé et est autorisé à purger le reste de sa peine dans sa maison de Mezzomonreale, près de Palerme, où il meurt en mai 1814.
En 1963, Leonardo Sciascia consacre Le Conseil d'Égypte à l'imposture de Vella dans un contexte de contestation du pouvoir royal sicilien.